# Hạ Nhất Long
Hạ Nhất Long (giản thể: 贺一龙; phồn thể: 賀一龍, ? – 1643), xước hiệu là Cách lý nhãn, một trong 5 thủ lĩnh của Cách, Tả ngũ doanh thuộc phong trào khởi nghĩa nông dân cuối đời Minh.

## Quá trình hoạt động
Tháng giêng năm thứ 8 (1635), ông là một trong 13 thủ lĩnh nghĩa quân tham dự đại hội Huỳnh Dương.
Từ năm thứ 10 (1637) đến thứ 15 (1642), ông hội họp với bọn "Lão Hồi Hồi" Mã Thủ Ứng, "Tả kim vương" Hạ Cẩm, "Cải thế vương" Lưu Hi Nghiêu, "Loạn thế vương" Lận Dưỡng Thành, lấy vùng núi Anh Sơn, Hoắc Sơn thuộc đông bộ Hồ Bắc làm cứ điểm, hoạt động ở giao giới 3 tỉnh An Huy, Hà Nam, Hồ Bắc, trường kỳ đấu tranh với quan quân, được gọi là Cách, Tả ngũ doanh hay Hồi, Cách ngũ doanh.
Năm thứ 15 (1642), Cách, Tả ngũ doanh liên kết với Lý Tự Thành, chủ yếu hoạt động ở một dải tây bộ Hồ Bắc và tây bắc bộ Hồ Nam, đánh chiếm được các nơi Di Lăng, Lễ Châu, Thường Đức. Cách, Tả ngũ doanh còn đưa quân về Hà Nam phối hợp với Lý Tự Thành trong nhiều chiến dịch quan trọng, Hạ Nhất Long tập kích thành Hoắc Khâu, giết tri huyện Tả Tương Thân.
Tháng 3 năm thứ 16 (1643), ông được cho là có ý định tự lập xưng vương, nên bị Lý Tự Thành giết hại. Sau cái chết của ông, nghĩa quân được thống nhất chỉ huy, nhắm đến mục tiêu lớn là kinh thành Bắc Kinh, tức là vương triều nhà Minh.